# Pseudorhombus micrognathus
Pseudorhombus micrognathus is een straalvinnige vissensoort uit de familie van schijnbotten (Paralichthyidae). De wetenschappelijke naam van de soort is voor het eerst geldig gepubliceerd in 1927 door Norman.